# Michaił Aleksiejew (historyk literatury)
Michaił Pawłowicz Aleksiejew (ros. Михаи́л Па́влович Алексе́ев; ur. 5 czerwca 1896 w Kijowie, zm. 19 września 1981 w Leningradzie) – rosyjski historyk literatury, slawista.

## Życiorys
W latach 1907–1914 uczył się w gimnazjum, po czym podjął studia na Wydziale Historyczno-Filologicznym Uniwersytetu Kijowskiego, ewakuowanego w 1915 do Saratowa, w 1918 ukończył studia. W latach 1927–1932 był profesorem uniwersytetu w Irkucku, a od 1933 uniwersytetu w Leningradzie, w 1946 został członkiem Akademii Nauk ZSRR. Pisał prace o związkach rosyjskiej literatury z zachodnioeuropejską, m.in. z angielską i hiszpańską. Jest m.in. autorem monografii Puszkin. Srawnitielno-istoriczeskije issledowanija (1972). W 1956 zredagował bibliografię rosyjskich mickiewiczianów. 7 maja 1973 został doktorem honoris causa Uniwersytetu im. Adama Mickiewicza w Poznaniu. Pośmiertnie zostały wydane m.in. jego Srawnitielnoje litieraturowiedienije (1983) i Puszkin i mirowaja litieratura (1987).